# Případ pro malíře
Případ pro malíře (původně Černé jako smola) je český televizní film režisérky Lucie Bělohradské. Je adaptací detektivky Hany Proškové zasazené do současnosti, druhou z televizního cyklu Detektivky podle Proškové.
Příběh pojednává o malíři Horácovi a jeho příteli komisaři Vašátkovi. Horácova sousedka je nalezena mrtvá a vypadá to na sebevraždu, Horác tomu ale nevěří a tak se o případ zajímá podrobněji až se stane podezřelým.

## Výroba
Film se natáčel od června 2014 v Praze, na zámku v Průhonicích a v Poříčí nad Sázavou.

## Obsazení
| Viktor Preiss | komisař Vašátko |
| David Matásek | malíř Horác     |